# Патернализам
Патернализам је покровитељски, заштитнички, очински однос надређеног појединца или институције према подређеним појединцима или институцијама, који се третирају као незреле и неодговорне особе. Радикални социјални радници сматрају да је патернализам препрека ефикасном социјалном раду.